# Un par un... sans pitié
Pour plus de détails, voir Fiche technique et Distribution.
Un par un... sans pitié (Uno a uno sin piedad) est un western spaghetti italo-espagnol réalisé par Rafael Romero Marchent, sorti en 1968.

## Synopsis
Durant la guerre de Sécession, le colonel Grayson est assassiné par quatre de ses hommes qui s'emparent d'une forte somme d'argent et laissent pour mort un Mexicain nommé Charro. Ce-dernier survit à ses blessures mais échoue en prison durant plusieurs années. De son côté, le fils de Grayson, Bill, désire  venger le meurtre de son père. Lorsqu'il est relâché, Charro décide de le prendre sous son aile et l'aide à retrouver les quatre meurtriers devenus de riches notables respectés. Alors que Bill les élimine méthodiquement un par un, une relation quasi filiale s'établit entre les deux hommes mais une forte somme d'argent ne va-t-elle pas les opposer ?

## Fiche technique
- Titre espagnol : Uno a uno sin piedad[1]
- Titre italien : Ad uno ad uno... spietatamente
- Titre français : Un par un... sans pitié
- Réalisation : Rafael Romero Marchent
- Scénario : Odoardo Fiory, Marino Girolami et Tito Carpi
- Montage : Antonio Jimeno
- Musique : Vasili Kojucharov et Vasco Mancuso
- Photographie : Emilio Foriscot
- Production : Luigi Mondello
- Sociétés de production : Copercines et Nike Cinematografica
- Société de distribution : Indipendenti Regionali
- Pays d'origine :  Espagne,  Italie
- Langue originale : espagnol
- Format : couleur
- Genre : western spaghetti
- Durée : 82 minutes
- Date de sortie : 
  - Italie : 24 août 1968

## Distribution
- Peter Lee Lawrence : Bill "Chico" Grayson
- William Bogart : Joe "El Chato" Charro
- Dianik Zurakowska : Dolly
- Eduardo Fajardo : shérif Lyman
- Sydney Chaplin : Jacques Latour
- Monica Millesi : Lupe
- Miguel del Castillo : le prêtre
- Lucio De Santis : Big Boss Blackie
- Aurora Battista : la servante de Dolly
- Manuel Tejada : Frogmouth
- Cris Huerta : l'ivrogne
- Paco Sanz : Zebulon
- Adriano Domínguez
- Alfonso Rojas : capitaine Jack Hawkins / Mr. Stuart
- José Riesgo : le challenger de Greyson
- Mario Morales : Burt
- Ángel Menéndez : Avery
- Lorenzo Fineschi : Sam
- Tito García : le fermier
- Lorenzo Robledo : le barman
- Xan das Bolas le barman Ben
- Alfonso de la Vega : lieutenant Sam
- Josyane Gibert : Jenny
- Rufino Inglés : le shérif dans la première scène
- Joaquín Parra : shérif-adjoint Lou
- Emilio Rodríguez  : un invité à la fête